# Weston Richburg
Weston Blaine Richburg (Louisville, 9 luglio 1991) è un giocatore di football americano statunitense che gioca nel ruolo di centro per i San Francisco 49ers della National Football League (NFL). Fu scelto nel corso del secondo giro (43º assoluto) del Draft NFL 2014 dai New York Giants. Al college ha giocato a football all'Università Statale del Colorado.

## Carriera professionistica

### New York Giants
Richburg fu scelto nel corso del secondo giro del Draft 2014 dai New York Giants. Debuttò come professionista partendo come titolare nella gara della settimana 1 contro i Detroit Lions. La sua stagione da rookie si concluse disputando tutte le 16 partite, tutte tranne una come titolare.

### San Francisco 49ers
Il 14 marzo 2018 Richburg firmò un contratto quinquennale del valore di 47,5 milini di dollari con i San Francisco 49ers.

## Palmarès
- National Football Conference Championship: 1

San Francisco 49ers: 2019